# Ronny Brede Aase
Ronny Brede Aase, född 1986 i Førde kommun i Norge, är en norsk programledare och skådespelare. Han är mest känd som programledare för radioprogrammet P3morgen i NRK:s P3 tills programmet lades ned i december 2019.
Han har också lett Melodi Grand Prix, den norska upplagan av Melodifestivalen. år 2020 och 2021.
Den 20 juli 2021 meddelades det att Aase skulle börja vid Discovery networks kanal TV Norge.